# Núvol d'Oort
El núvol d'Oort (pronunciat ['ort] i que porta el nom de l'astrònom neerlandès Jan Oort), també anomenat núvol d'Öpik-Oort, és un hipotètic conjunt en forma esfèrica d'objectes sòlids congelats al límit més exterior del sistema solar. Es creu que es troba a una distància d'uns 50.000 unitats astronòmiques (7,5 bilions de quilòmetre o 7,5 x 1012 km), aproximadament a un any llum del Sol. Això situa el núvol a gairebé un quart de la distància a Pròxima del Centaure, l'estrella més propera al Sol. El cinturó de Kuiper i el disc dispers, les altres dues reserves d'objectes transneptunians, són a menys d'una mil·lèsima part de la distància al núvol d'Oort. El límit exterior del núvol d'Oort defineix el límit cosmogràfic del sistema solar i la regió de domini gravitatori del Sol. Encara que fins ara no s'ha pogut observar directament, en basar-se en observacions de les òrbites dels cometes coneguts, s'ha estimat que el núvol d'Oort és la font dels cometes de període llarg (els que tenen un període orbital de més de 200 anys). S'ha calculat estadísticament que pot haver-hi entre un i cent bilions (entre 1012 i 10¹⁴) de nuclis de cometes en aquesta regió. La interacció gravitatòria de les estrelles pròximes desvia els protocometes de les seves òrbites i els envia cap al Sol, on el vent solar els converteix en vertaders cometes i crea les seves comes.

Visió artística del núvol d'Oort. La regió central més densa seria el núvol d'Oort intern. En la imatge ampliada, el cinturó de Kuiper, les òrbites dels planetes i el Sol.

El núvol d'Oort, presenta dues regions diferenciades: el núvol d'Oort exterior, de forma esfèrica, i el núvol d'Oort interior, també anomenat núvol de Hills, amb forma de disc. Els objectes del núvol són compostos per substàncies com gel, metà i amoníac, entre d'altres, i es van crear molt a prop del Sol quan el sistema solar encara estava en les primeres etapes de formació. Posteriorment, van arribar a la posició actual en el núvol d'Oort a causa dels efectes gravitatoris dels planetes gegants.
Malgrat que el núvol d'Oort no s'ha observat directament (un cometa en aquestes distàncies és impossible de detectar fins i tot amb els raigs X), els astrònoms creuen que és la font de tots els cometes de període llarg i de tipus Halley, i d'alguns centaures i cometes de Júpiter. Els cometes del núvol d'Oort exterior es troben molt poc lligats gravitatòriament al Sol. Això fa que altres cometes, i fins i tot la mateixa Via Làctia, puguin afectar els cometes i provocar que surtin projectats cap al sistema solar interior. La majoria dels cometes de període curt es van originar en el disc dispers. Es creu que, així i tot, n'hi ha un gran nombre que tenen l'origen en el núvol d'Oort. Tot i que tant el cinturó de Kuiper com el disc dispers s'han observat, estudiat, i també s'han classificat molts dels seus components, en el núvol d'Oort, a causa de la gran distància, només hi ha evidència de quatre possibles membres: Sedna, 2000 CR105, 2006 SQ372, i 2008 KV42, tots aquests en el núvol d'Oort interior.
El 26 de març del 2014 es va anunciar el descobriment d'un nou objecte, que seria el segon més gros del núvol després de Sedna, identificat com a 2012 VP113.

## Hipòtesi
El 1932, l'astrònom estonià Ernst Öpik va postular que els cometes de període llarg es van originar en un núvol que orbitava als confins del sistema solar. El 1950, l'astrònom neerlandès Jan Oort va postular la teoria de manera independent per resoldre una paradoxa. Les òrbites dels cometes són molt inestables, perquè és la dinàmica la que dictamina si col·lidiran amb el Sol o amb qualsevol altre planeta, o si sortiran expulsats del sistema solar a causa de les pertorbacions dels planetes. A més, en ser formats en la seva major part per gel i altres elements volàtils, aquests es van desprenent gradualment a causa de la radiació electromagnètica fins que el cometa es divideix o adquireix una escorça aïllant que frena la desgasificació. D'aquesta manera, Oort va raonar que els cometes no van poder haver-se format en la seva òrbita actual, i que devien haver romàs durant tota la seva existència en un llunyà dipòsit replet d'aquests cossos celestes, que van caure amb el temps cap al sistema solar i es convertiren en cometes de període llarg.
Hi ha dos tipus de cometes: els de període curt (també anomenats cometes eclíptics), que presenten òrbites per sota de les 10 ua, i els de període llarg (cometes gairebé isòtrops), que tenen òrbites de més de 1.000 ua. Oort va investigar els cometes gairebé isòtrops, i va descobrir que la majoria tenien un afeli (la seva distància més llunyana al Sol) d'uns 20.000 ua i semblaven provenir de totes direccions, la qual cosa enfortia la seva hipòtesi i hi suggeria un dipòsit de forma esfèrica. Els escassos cometes que tenien afelis de 10.000 ua van haver d'haver passat en algun moment molt a prop del sistema solar, influïts per la gravetat dels planetes i, per tant, van fer més petita la seva òrbita.

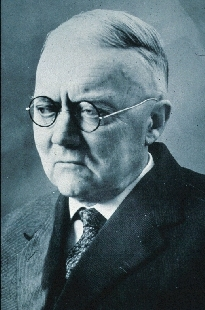
Ernst Öpik postulà primer l'existència d'un núvol a l'extern del sistema solar on s'originaven els cometes de període llarg.
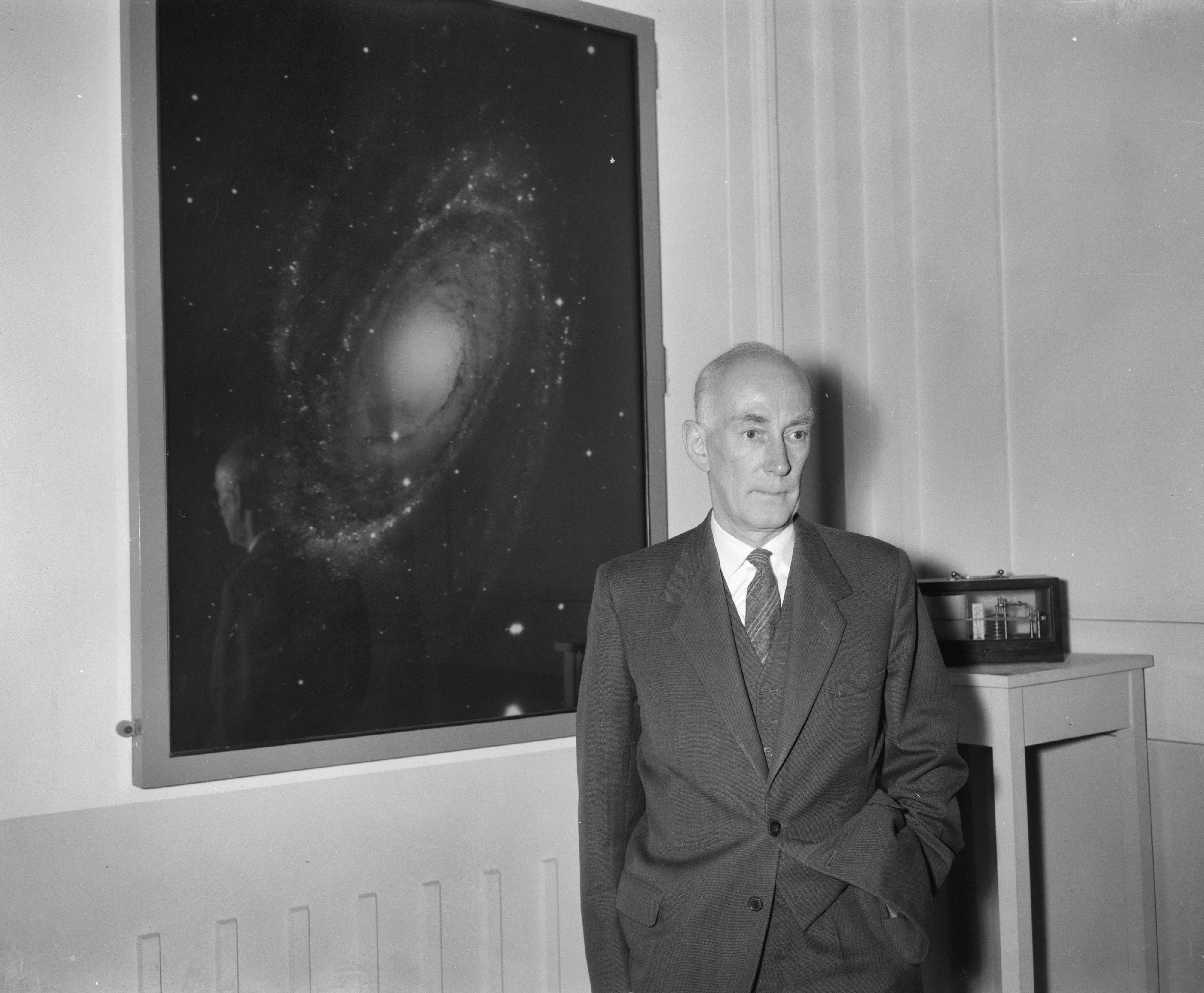
Jan Oort va fer reviure la idea de l'origen dels cometes en aquesta regió on actualment porta el seu nom.

### Formulació de la teoria
L'existència del núvol d'Oort va ser inicialment postulada l'any 1932 per l'astrònom estonià Ernst Öpik, que va proposar que els cometes de període llarg provenien d'un núvol extens de material en les fronteres del sistema solar. El 1950, aquesta idea va ser represa per l'astrònom neerlandès Jan Hendrik Oort per explicar una aparent paradoxa: sabem que els cometes són destruïts després de diversos passos pròxims al Sol; si els cometes que avui observem haguessin existit des dels orígens del sistema solar, a hores d'ara ja haurien d'haver sigut tots destruïts. Oort va estudiar les òrbites de 19 cometes, va esbrinar d'on procedien i va descobrir tres característiques notables:
- No s'ha observat cap cometa amb una òrbita que indiqui que prové de fora del sistema solar, és a dir, de l'espai interestel·lar.
- La màxima distància al Sol (afeli) dels cometes de període llarg sol ser d'unes 50.000 ua.
- Els cometes poden provenir de qualsevol direcció: no hi ha cap direcció preferent.

Això va portar Oort a postular l'existència d'un núvol de protocometes als límits del sistema solar, a una distància d'entre 50.000 i 150.000 ua. Això és, aproximadament entre 1.000 i 4.000 vegades la distància entre Plutó i el Sol, entre 1 i 2,5 anys llum o entre 1/4 i 1/2 de la distància entre el Sol i Pròxima del Centaure, l'estrella més propera al Sol. El límit interior del núvol estaria a 25.000 ua, on la interacció de les estrelles pròximes és massa dèbil per haver circularitzat les òrbites dels protocometes. El límit exterior vindria donat per la màxima distància on l'atracció gravitatòria del Sol pot mantenir els objectes lligats sense perdre'ls a causa de l'atracció de les estrelles pròximes, unes 200.000 ua.
Encara que, segons Oort, el nombre d'objectes del núvol seria d'uns 1011, les estimacions actuals donen un nombre força més elevat: al voltant dels 1013 objectes, que es mantenen estables perquè la radiació solar és molt dèbil en aquelles distàncies. Quan una estrella passa relativament a prop del núvol, el camp gravitatori de l'estrella modifica les òrbites d'alguns objectes i els llança cap a l'interior del sistema solar. Així, el núvol proporciona una font contínua de material cometari que reemplaça els cometes destruïts. Actualment, s'estima que la massa total de cometes al núvol d'Oort podria ser d'unes 40 vegades la massa de la Terra.
Cal remarcar que el núvol d'Oort només seria la font dels cometes de període llarg (P > 200 anys). Es creu que la font dels cometes de període curt (P < 200 anys) seria el cinturó de Kuiper.

## Composició i estructura

Esquema que il·lustra la distància a la qual es creu que es troba el núvol d'Oort respecte a la resta de cossos del sistema solar. En el sentit de les agulles del rellotge començant a dalt a l'esquerra: el sistema solar interior, el sistema solar exterior, l'òrbita de Sedna i el límit interior del núvol d'Oort.

Es creu que el núvol d'Oort s'estén des de 2.000 o 5.000 ua fins a 50.000 ua del Sol, encara que algunes fonts en situen el límit entre 100.000 ua i 200.000 ua. El núvol d'Oort es pot dividir en dues regions: el núvol d'Oort exterior (20.000-50.000 ua), de forma esfèrica, i el núvol d'Oort interior (2.000-20.000 ua), que té forma toroidal.
El núvol exterior es troba molt poc lligat al Sol, i és la font de la major part dels cometes de període llarg. El núvol interior també es coneix com a núvol de Hills, en honor de J. G. Hills, l'astrònom que va proposar la seva existència el 1981. Els models prediuen que el núvol interior hauria de tenir desenes o centenars de vegades més cometes que el núvol exterior; sembla que el núvol de Hills abasteix de cometes el núvol exterior a mesura que es van esgotant, i explica l'existència del núvol d'Oort després de milers de milions d'anys.
Es creu que el núvol d'Oort pot contenir diversos bilions de cometes de més d'1,3 quilòmetres de diàmetre i cinc-cents mil milions amb una magnitud absoluta menor a +10,9 (com menor és el valor, major és la lluentor). Malgrat el nombre tan elevat de cometes, cadascun estaria separat en mitjana diverses desenes de milions de quilòmetres pel que fa al cometa més proper. La massa del núvol d'Oort no se sap amb certesa, però si es pren el cometa de Halley com a model de cometa del núvol exterior, s'estima que la massa seria de 3×1025 quilograms, unes cinc vegades la de la Terra. Anteriorment, es pensava que la seva massa podria arribar a ser fins a 380 vegades la massa terrestre, però la nostra comprensió de la distribució de grandàries dels cometes de període llarg ha reduït les estimacions. Actualment, la massa del núvol d'Oort interior continua sent desconeguda.
Si els cometes que s'han analitzat conformen una estimació dels que es troben al núvol d'Oort, la gran majoria estarien formats per gel, metà, età, monòxid de carboni i àcid cianhídric. No obstant això, el descobriment de l'asteroide 1996 PW, que té una òrbita més característica d'un cometa de període llarg, suggereix que el núvol també conté objectes rocosos. Les anàlisis dels isòtops de carboni i nitrogen revelen que, amb prou feines, hi ha diferències entre els cometes del núvol d'Oort i els de Júpiter, malgrat les enormes distàncies que els separen. Aquest fet suggereix que tots es van formar en el núvol protosolar, durant la formació del sistema solar. Aquestes conclusions són també acceptades pels estudis de la grandària granular en els cometes del núvol d'Oort, i també per a l'estudi dels impactes del cometa 9P/Tempel 1.

## Formació

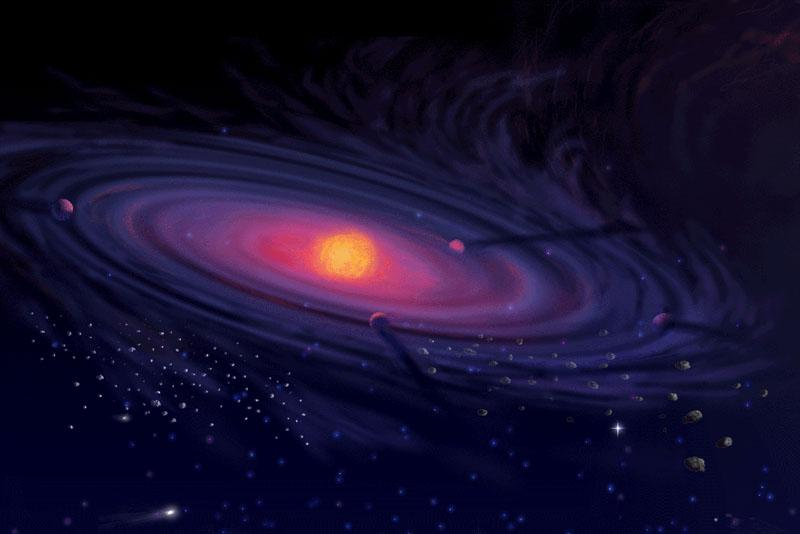
Imatge artística d'un disc protoplanetari, similar al que va formar el sistema solar. Es creu que els objectes del núvol d'Oort es van formar a l'interior d'aquests discos (molt lluny de l'actual posició del núvol), prop dels planetes gegants com Júpiter quan encara estaven formant-se, i que la gravetat d'aquests va expulsar a l'exterior els objectes que avui formen el núvol d'Oort.

Es creu que el núvol d'Oort és el que queda del disc protoplanetari original que es va formar al voltant del Sol fa 4.600 milions d'anys. La hipòtesi més acceptada sobre la seva formació considera que els objectes del núvol d'Oort, inicialment, es van formar molt més a prop del Sol, com a part del mateix procés que va formar els planetes i els asteroides. La interacció gravitacional amb els gegants gasosos com Júpiter els va expulsar cap a l'exterior del sistema solar en òrbites extremadament el·líptiques o parabòliques. Aquest mateix procés també va dispersar els objectes fora del pla de l'eclíptica, i s'explica així la forma esfèrica del núvol. Amb el temps, i mentre es trobaven en la regió més allunyada del Sol, la interacció gravitatòria amb les estrelles properes en va modificar encara més les òrbites, fent-les més circulars.
Els models realitzats per l'astrònom uruguaià Julio Ángel Fernández suggereixen que el disc dispers, que és la principal font de cometes periòdics del sistema solar, podria ser també la principal font dels objectes del núvol d'Oort. D'acord amb els seus models, la meitat dels objectes dispersats viatja cap al núvol d'Oort, un quart queda atrapat orbitant a Júpiter, i un altre quart surt expulsat en òrbites parabòliques. El disc dispers encara podria seguir alimentant el núvol d'Oort, proporcionant-li nou material. S'ha calculat que, al cap de 2,5 milers de milions d'anys, un terç dels objectes del disc dispers acabaran en el núvol d'Oort.
Els models computacionals suggereixen que les col·lisions de les restes dels cometes ocorregudes durant el període de formació exerceixen un paper molt més important del que anteriorment es creia. D'acord amb aquests models, durant les fases més primerenques del sistema solar, van succeir una gran quantitat de col·lisions, que molts cometes van ser destruïts abans d'arribar al núvol d'Oort. Així doncs, la massa acumulada en l'actualitat en el núvol d'Oort és molt menor del qual es pensava. Es calcula que la massa del núvol d'Oort és només una petita part de les 50-100 masses terrestres de material expulsat.
La interacció gravitatòria d'altres cometes i la marea galàctica modifica les òrbites dels cometes, fent-les més circulars. Això podria explicar la forma esfèrica del núvol d'Oort exterior. D'altra banda, el núvol interior, que es troba més lligat gravitatòriament al Sol, encara no ha adquirit aquesta forma. Estudis recents mostren que la formació del núvol d'Oort és compatible amb la hipòtesi que el sistema solar es va formar com a part d'un cúmul d'entre 200 i 400 cometes. Si la hipòtesi és correcta, els primers cometes del cúmul que es van formar podrien haver afectat en gran manera la formació del núvol d'Oort, donant lloc a freqüents pertorbacions.
El juny del 2010, Harold F. Levison i d'altres van suggerir, basant-se en millorades simulacions per ordinador, que el Sol «va capturar cometes d'altres estrelles mentre estava encara en el naixement del cúmul». Els seus resultats impliquen que «una fracció important dels cometes del núvol d'Oort, potser més del 90%, provenen dels discos protoplanetaris d'altres estrelles».

## Cometes

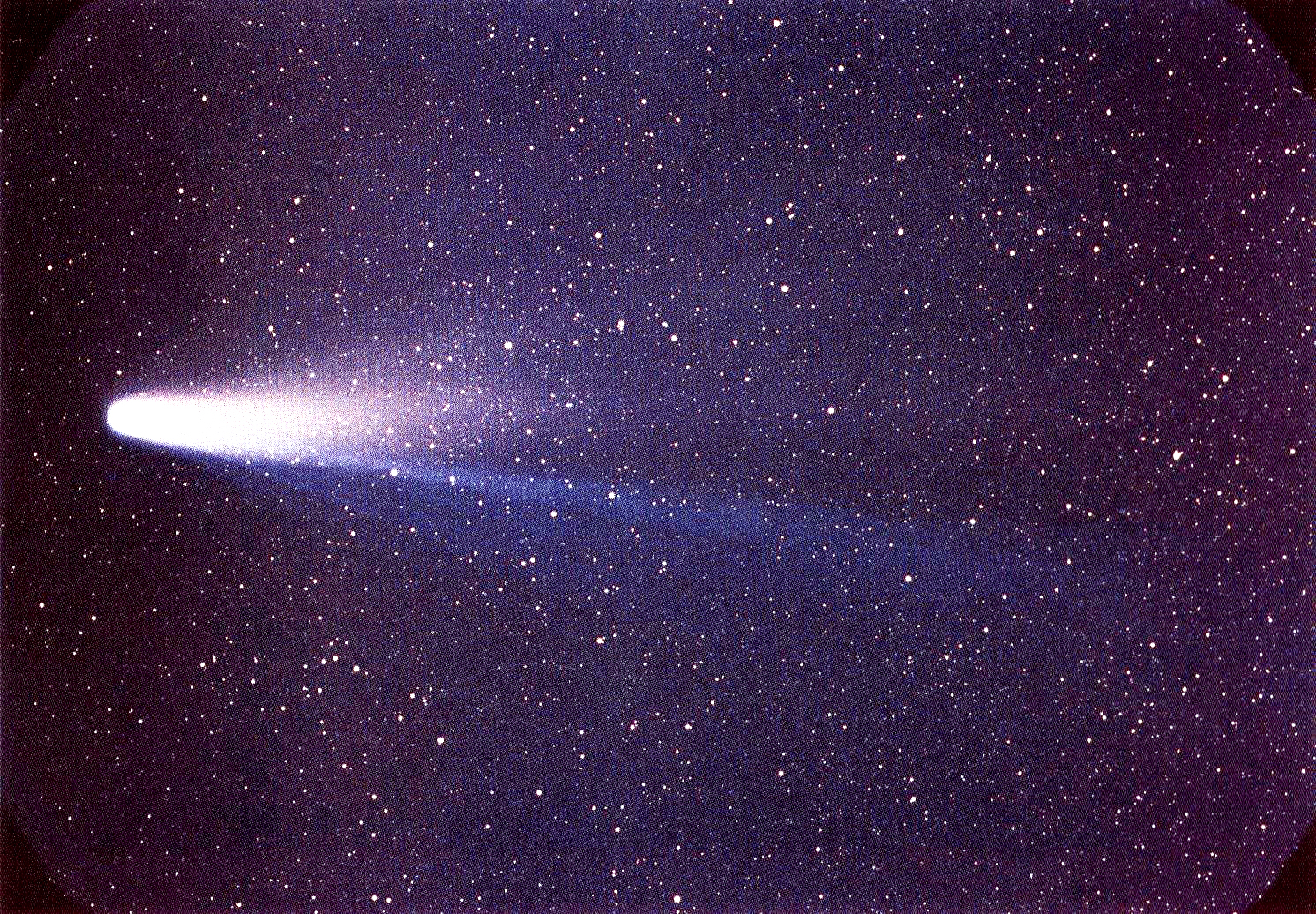
El Cometa de Halley és el prototip dels cometes tipus Halley (actualment de període curt, amb una òrbita de 200 anys o menys), es creu que es va originar en el núvol d'Oort, llavors possiblement de període llarg, ja que hi ha la teoria que s'originava en aquella regió però l'òrbita va ser pertorbada per la gravetat dels planetes gegants i va ser dirigit cap al sistema solar interior.

Es creu que els cometes s'han originat en dos punts ben diferenciats del sistema solar. Els cometes de període curt es van generar en la seva major part en el cinturó de Kuiper o en el disc dispers, que comencen a partir de l'òrbita de Plutó (38 ua del sol) i s'estenen fins a les 100 ua. Els de període llarg, com el cometa Hale-Bopp, que triguen milers d'anys a completar una òrbita, es van originar tots en el núvol d'Oort. El cinturó de Kuiper genera pocs cometes a causa de la seva òrbita estable, al contrari que el disc dispers, que és dinàmicament molt actiu. Els cometes escapen del disc dispers i cauen sota els dominis gravitatoris dels planetes exteriors, i es converteixen en el que es coneix com a centaures. Aquests centaures, amb el temps, són enviats més endins del sistema solar i es converteixen en cometes de període curt.
Els cometes de període curt poden dividir-se en dos tipus: els de la família Júpiter i els de la família Halley (també anomenats cometes tipus Halley). La seva principal diferència radica en el període; els primers triguen menys de vint anys a completar-lo i tenen semieixos majors entorn de 5 ua, i els segons hi triguen més de vint anys i el seu semieix major sol ser de més de 10 ua. També es pot utilitzar el paràmetre de Tisserand per a diferenciar-los, «{\displaystyle {T_{p}}=2}» la frontera de separació entre tots dos, encara que la seva efectivitat està disputada. A més, els cometes de la família Júpiter tenen inclinacions orbitals baixes, d'uns 10º de mitjana, mentre que els de tipus Halley tenen inclinacions orbitals molt desiguals, encara que generalment molt pronunciades, d'uns 41º de mitjana. Totes aquestes diferències tenen lloc a causa del seu origen: els cometes de la família Júpiter es van formar en la seva major part en el disc dispers, mentre que els de la família Halley es van originar en el núvol d'Oort. Es creu que aquests últims van ser cometes de període llarg que van ser capturats per la gravetat dels planetes gegants i enviats al sistema solar interior.
Jan Oort es va adonar que el nombre de cometes era menor que el predit pel seu model, i encara en l'actualitat el problema està sense resoldre. Les hipòtesis apunten a la destrucció dels cometes per impacte o a la seva disgregació per forces de marea; també se suggereix la pèrdua de tots els compostos volàtils o la formació d'una capa no volàtil a la seva superfície, la qual cosa faria invisible el cometa. S'ha observat també que la incidència dels cometes en els planetes exteriors és molt major que en els interiors. El més probable és que es degui a l'atracció gravitatòria de Júpiter, que actuaria a manera de barrera, en atrapar els cometes i en fer que hi col·lidissin, de la mateixa manera que va succeir amb el cometa Shoemaker-Levy 9 en el 1994.

## Forces de marea

Igual que la Lluna exerceix marees sobre els oceans de la Terra, el núvol d'Oort també sofreix aquestes forces de marea; seguint el símil la Lluna seria la Via Làctia, i els oceans els objectes del núvol d'Oort.

Les forces de marea es produeixen a causa que la gravetat que exerceix un cos decreix amb la distància. L'efecte més quotidià són les marees que la Lluna provoca sobre els oceans terrestres, que causen que aquests pugin o baixin segons la seva proximitat al satèl·lit. En cas de la mateixa manera, la Via Làctia exerceix aquestes forces de marea sobre el núvol d'Oort, deformant-la lleugerament cap al centre de la galàxia (per la qual cosa el núvol d'Oort no és una esfera perfecta). En el sistema solar interior, aquesta marea galàctica és ínfima, ja que la gravetat solar hi predomina, però com més gran és la llunyania al Sol es torna cada vegada més perceptible. Aquesta petita força és suficient per pertorbar el moviment d'alguns membres del núvol, i una part d'aquests són enviats cap al Sol.
Alguns experts creuen que la marea galàctica va poder haver augmentat els perihelis (distància més propera al Sol) d'alguns planetesimals amb grans afelis, i contribuiria així a la formació del núvol d'Oort. Els efectes de la marea galàctica són molt complexos, i depenen en gran manera del comportament de cadascun dels objectes del sistema planetari. D'altra banda, a nivell global, els efectes hi són més que evidents: es creu que a això es deu el prop d'un 90% dels cometes que expulsa el núvol d'Oort. Els models estadístics basats en les òrbites dels cometes de període llarg recolzen aquesta idea.

### Cicles d'extinció
En estudiar les extincions en la Terra, els científics van advertir un patró que es repeteix cada cert temps. Van observar que, aproximadament, cada 26 milions d'anys, al nostre planeta desapareix un percentatge d'espècies considerable, encara que no se sap amb certesa quina és la causa.
La marea galàctica podria explicar aquests cicles d'extincions. El Sol gira al voltant del centre de la Via Làctia, i en la seva òrbita al voltant passa pel pla galàctic amb certa regularitat. Quan el nostre astre està situat fora del pla galàctic, la força de marea provocada per la galàxia és més feble; de la mateixa manera, quan creua el pla galàctic, la intensitat d'aquesta força arriba al seu màxim, i resulta en un increment de la pertorbació del núvol d'Oort i, per tant, en l'enviament de cometes cap al sistema solar interior fins a un factor de quatre. Es calcula que el Sol passa a través del pla galàctic cada 20-25 milions d'anys. No obstant això, alguns astrònoms creuen que el pas del Sol pel pla galàctic no pot explicar per si solament l'augment de l'enviament de cometes, i argumenten que actualment el Sol està situat molt prop del pla galàctic i, no obstant això, l'últim esdeveniment d'extinció va succeir fa amb prou feines 15 milions d'anys. En lloc d'això, en proposen com a causa el pas del Sol pels braços espirals de la galàxia, els quals, a part d'albergar multitud de núvols moleculars que pertorben el núvol d'Oort, també acullen nombroses gegants blaves, el temps de vida de les quals és molt curt en consumir més ràpidament el seu combustible nuclear, i en qüestió d'uns pocs milions d'anys esclaten violentament i originen supernoves.

## Pertorbacions estel·lars
A part de la marea galàctica, hi ha altres mecanismes capaços d'enviar cometes cap al sistema solar interior, com els camps gravitatoris dels cometes propers o dels grans núvols moleculars. A vegades, durant l'òrbita que segueix el Sol a través de la galàxia, s'aproxima a altres sistemes estel·lars. Per exemple, s'ha calculat que, durant els propers 10 milions d'anys, l'estrella coneguda amb majors possibilitats d'afectar el núvol d'Oort és Gliese 710 (de fet, es calcula que dins d'uns 1,4 milions d'anys transitarà pel núvol d'Oort, i augmentarà fins a un 50% la taxa d'expulsió de cometes). Aquest procés també dispersa els objectes fora del pla eclíptic, i explica la distribució esfèrica del núvol.

### Hipòtesi Nèmesi
El 1984, Richard A. Muller, Piet Hut i Mark Davis van suggerir la possibilitat que el Sol pogués tenir una companya estel·lar que li orbités. Aquest objecte hipotètic va rebre el nom de Nèmesi, que seria probablement una nana marró i orbitaria molt prop d'on creiem que es troba el núvol d'Oort. Nèmesi tindria una òrbita el·líptica, per la qual cosa, cada 26 milions d'anys, passaria a través del núvol, bombardejant cometes cap al sistema solar interior, cosa que explicaria la periodicitat de les extincions a la Terra. Un any més tard, D. Whitmire i J. J. Matese van suggerir la possibilitat que Nèmesi pogués ser un petit forat negre, i el 2002 aquest últim va proposar l'existència d'un planeta gegant molt distant que seria el causant que una gran part dels cometes que arriben al sistema solar interior provinguin d'una regió concreta del núvol d'Oort.
No obstant això, no s'han trobat proves definitives de la seva existència, i molts científics argumenten que una companya estel·lar a una distància tan enorme del Sol no podria tenir una òrbita estable, ja que seria expulsada per les pertorbacions de les altres estrelles.

## Objectes del núvol d'Oort
Els objectes del núvol d'Oort (Oort cloud objects o OCO en anglès) són molt llunyans i el primer en ser descobert va ser l'objecte transneptunià Sedna, descobert el novembre del 2003 des de l'Observatori del Mont Palomar a Califòrnia. A part dels cometes de llarg període, només sis objectes coneguts tenen òrbites que suggereixen que poden pertànyer al núvol d'Oort: Sedna, 2000 CR105, 2006 SQ372, 2008 KV42, 2010 GB174, i 2012 VP113. Els dos primers, el cinquè i el sisè, a diferència dels objectes del disc dispers, tenen perihelis fora de l'abast gravitacional de Neptú i, per tant, les seves òrbites no poden ser explicades per les pertorbacions dels planetes gegants gasosos. Sedna té una òrbita el·líptica molt excèntrica que el porta de 76 a 902 ua del Sol, molt més a prop del que s'esperaria d'un objecte del núvol d'Oort, però massa lluny per a ser considerat objecte del cinturó de Kuiper o del disc dispers.
Per explicar l'òrbita de Sedna, els seus descobridors han proposat la hipòtesi que el núvol d'Oort s'estén fins a una distància molt més propera al Sol del que es pensava fins ara. Aquest "núvol d'Oort intern" estaria situat al mateix pla que el cinturó de Kuiper i s'estendria fins a tan sols uns pocs centenars d'unitats astronòmiques del Sol. En cas de ser certa, aquesta hipòtesi implicaria que, durant la seva formació, el Sol no era una estrella aïllada sinó que formava part d'un cúmul d'estrelles properes entre si. Durant la formació del núvol d'Oort, els objectes que eren expulsats pels gegants gasosos cap a l'exterior del sistema solar, com per exemple Sedna, s'haurien vist afectats per la interacció gravitatòria amb aquestes estrelles tan pròximes i les seves òrbites s'haurien estabilitzat a una distància molt més propera al Sol del que prediu la teoria actual.
| Número | Nom        | Diàmetre equatorial (km) | Periheli (ua) | Afeli (ua) | Semieix major (UA) | Any de descobriment | Descobridor                             | Mètode pel diàmetre |
| ------ | ---------- | ------------------------ | ------------- | ---------- | ------------------ | ------------------- | --------------------------------------- | ------------------- |
| 90377  | Sedna      | 1.180 – 1.800 km         | 76,361        | 937        | 518,57             | 2003                | Brown, Trujillo, Rabinowitz             | tèrmic              |
| 148209 | 2000 CR105 | 250 km                   | 44,3          | 403,3      | 223,7              | 2000                | Observatori Lowell                      | assumit             |
| 308933 | 2006 SQ372 | 50 – 100 km              | 24,17         | 2006       | 1015               | 2006                | Sloan Digital Sky Survey                | assumit             |
| -      | 2008 KV42  | 58,9                     | 20,330        | 70,595     | 45,462             | 2008                | Observatori del Canadà, França, Hawaii  | assumit             |
| -      | 2010 GB174 | 242 km                   | 48,5          | 673        | 361                | 2010                | Observatori del Canadà, França, Hawaii  |                     |
| -      | 2012 VP113 | 315–640                  | 80,6 ± 2,6    | 446 ± 66   | 263 ± 39           | 2014                | Cerro Tololo Inter-American Observatory | assumit             |

## Exploració futura
Les sondes espacials encara no han arribat a la zona del núvol d'Oort. Una de les propostes és l'ús d'una nau alimentada per una vela solar que tardaria uns 30 anys a arribar a la seva destinació.